# Szürke mongúz
A szürke mongúz vagy indiai szürkemongúz (Herpestes edwardsii) az emlősök (Mammalia) osztályának a ragadozók (Carnivora) rendjébe, ezen belül a mongúzfélék (Herpestidae) családjába tartozó faj.

## Előfordulása
Dél-Ázsiában: India, Pakisztán, Srí Lanka, az Arab-félsziget északkeleti részén, Irán déli részén, Afganisztánban, valamint Nepál, Bhután és Banglades területén honos. Egy 2007-es tanulmányban Törökország területén is találtak példányokat.
1910-ben az Osztrák-Magyar Monarchia  Mezőgazdasági Minisztériuma határozatot hozott a mongúzok Mljet szigetére (a dél-horvát partoknál) történő betelepítéséről azzal a céllal, hogy kiirtsák a túlzott mérgeskígyó-populációt, az indiai szürke mongúz ma is elterjedt a szigeten.

## Alfajai
- Herpestes edwardsii edwardsii
- Herpestes edwardsii furrugineus
- Herpestes edwardsii lanka
- Herpestes edwardsii montanus
- Herpestes edwardsii nyula

## Megjelenése
A szürke mongúz testhossza 43 centiméter, farokhossza 39 centiméter és testtömege 1,5 kilogramm is lehet. Bundájának színezete szürkésbarna.

## Életmódja
Az állat magányos és nappal aktív. Mindenevő, de étrendje főleg egerekből, patkányokból, gyíkokból, kígyókból és bogarakból áll. Emellett eszik madarakat, azok tojásait, szöcskéket, skorpiót, százlábúakat, békákat, rákokat, pisztrángot, halakat és növények részeit: gyümölcsöket, bogyókat és gyökereket.
E mongúzfaj képes a kobrával is elbánni. Tömött szőrzete védi az állatot a kobra marásával szemben. Először kifárasztja, majd egy nyakszirt-harapással öli meg a kobrát, s ezután a fejénél kezdve fogyasztja el.
Az indiai szürke mongúz 10 évig is élhet.

## Szaporodása
Az ivarérettséget kétéves korban éri el. A párzási időszak egész évben tart. A vemhesség 8-9 hétig tart, melynek végén 2-4 kölyköt ellik a nőstény. Születésükkor a kölyköknek már van bundájuk, de még néhány napig vakok.

## Érdekességek

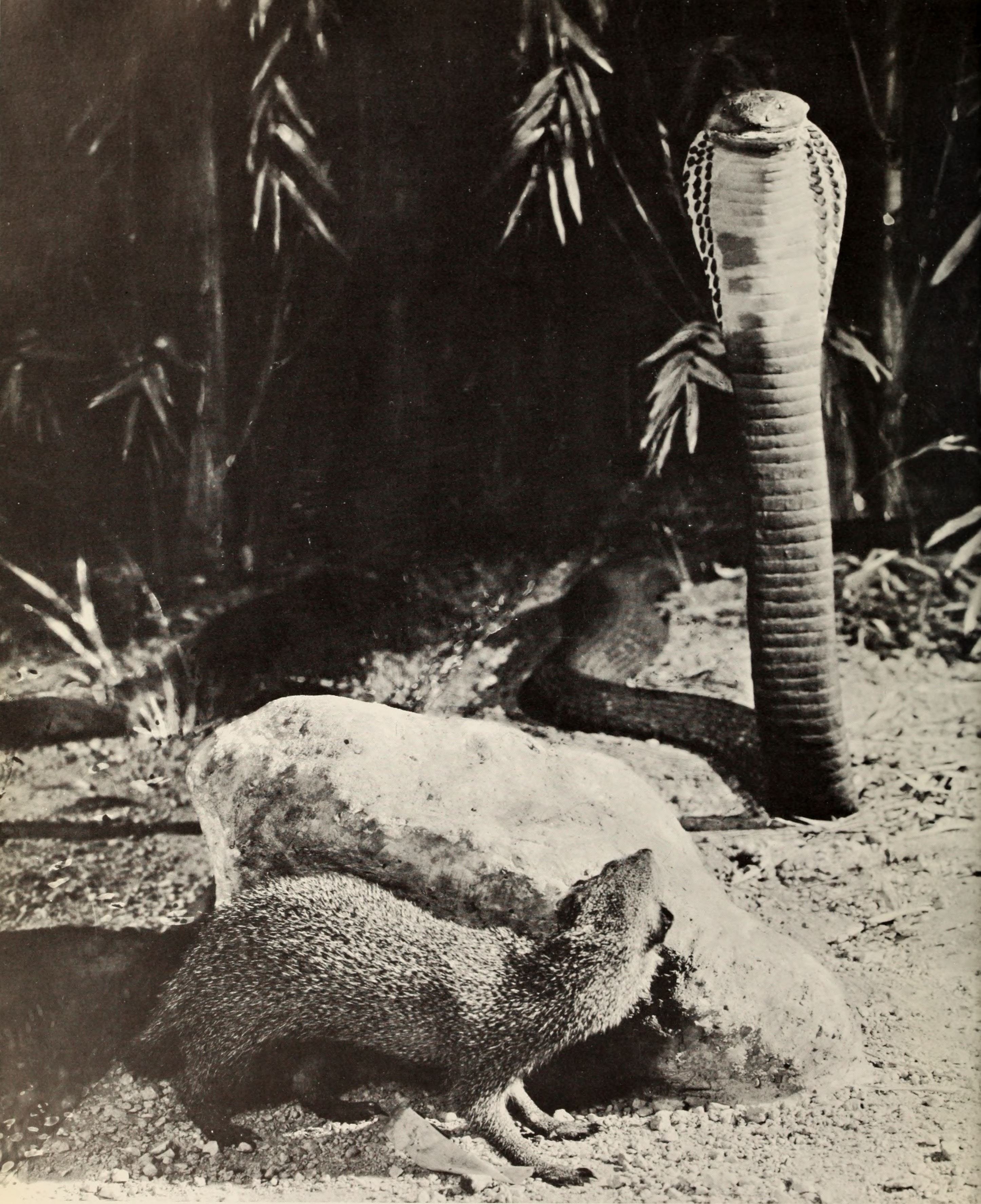
Riki-Tiki-Tévi (a mongúz) akcióban

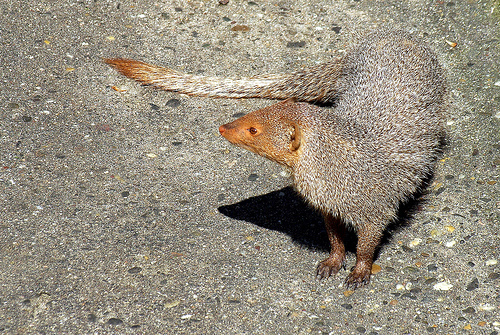

- A szürke mongúzt szívesen tartják házi kedvencként is, mivel nem engedi a lakás közelébe a patkányokat és más hívatlan vendégeket.[7]
- A többi mongúzféléhez hasonlóan a kígyó marása kevésbé árt a szürke mongúznak, mint más hasonló méretű emlősállatnak.

E mongúzfaj főleg a mérgeskígyókkal folytatott küzdelmeiről híres, de példát ad arra is, hogy mire vezet a természetes életközösségek megzavarása. Az 1870-es években Jamaica szigetén a patkányok annyira elszaporodtak, hogy 1872-ben 9 mongúzt telepítettek be kiirtásukra. Egy évtized alatt csaknem az összes patkányt kipusztították. Később azonban annyira elszaporodtak, hogy mélyreható módon megváltoztatták Jamaica állatvilágát. Megritkultak a galambok, és a fürj és egy viharfecske-faj pedig csaknem teljesen kipusztult. Sok ártalmatlan kígyó- és gyíkfaj, valamint a tengeri teknősök és a szárazföldi tarisznyarákok egyre ritkábbak lettek. Ugyanakkor elszaporodtak a kártékony rovarok, mivel ezek természetes ellenségeit a mongúzok összefogdosták. Húsz év múlva a mongúzok valóságos csapássá váltak. Irtóhadjáratot kezdtek ellenük, s ennek eredményeképp Jamaica szigetének életközösségében új egyensúly állt be. Ennek az életközösségnek az összetétele azonban már nagyon eltorzult.